# クリスティーヌ・ド・ダヌマルク
クリスティーヌ・ド・ダヌマルク（Christine de Danemark, 1521年11月 - 1590年8月10日）は、ロレーヌ公フランソワ1世の妃。デンマーク王クリスチャン2世とイサベル・デ・アウストリアの娘。デンマーク語名はクリスティナ・ア・オレンボー（Christina af Oldenborg）、イタリア語名はクリスティーナ・ディ・ダニマルカ（Cristina di Danimarca）。

## 生涯
1521年、デンマーク王クリスチャン2世とイサベル・デ・アウストリアの末子として、デンマーク・フュン島ニュボーで生まれた。
1523年、父が廃位されたのち、一家でフランドルへ亡命。困窮を見かねた大叔母マルグリット・ドートリッシュに子供たちは引き取られ、カトリック教徒として養育された。
1533年9月、ブリュッセルにてミラノ公フランチェスコ2世・スフォルツァと代理結婚。翌1534年ミラノに入り、5月4日に正式な結婚式が行われた。しかし1535年に死別したため、帰国。
1538年、ブリュッセルの宮廷に居たところ、ドイツ人画家ハンス・ホルバインと面会する。彼はイングランドの宮廷画家であり、ヘンリー8世は1537年に3度目の妃ジェーン・シーモアと死別していたため、ふさわしい花嫁を探す密命をホルバインに課した。ホルバイン作の肖像画には、彼女は喪服姿で描かれている。イングランド大使を通じてヘンリーから求婚されたクリスティーヌだが、妃への虐待が既にヨーロッパ中に知れ渡っていたため結婚する気はなく、「私に二つの頭があったら、王と結婚いたします。」とやんわり拒絶した（ヘンリーの最初の王妃キャサリン・オブ・アラゴンは、彼女の母方の大叔母である）。
ヘンリーの結婚申し込みがなくなると、1541年6月10日にクリスティーヌはバール公フランソワと結婚した。ここでも不思議な縁があった。フランソワはかつてアンナ・フォン・クレーフェ（英語名アン・オブ・クレーヴズ、ヘンリーの4度目の王妃）と婚約したことがあったが、彼はクリスティーヌを選びアンナとの婚約を解消したのだった。フランソワは1544年に父アントワーヌのあとを継いでロレーヌ公となったが、わずか1年後に没した。幼い長男がロレーヌ公シャルル3世となり、クリスティーヌは長く摂政を務めた。
クリスティーヌは、ミラノ公妃時代の寡婦財産として受け取っていたトルトーナで亡くなった。

## 子女
- シャルル（1543年 - 1608年） - ロレーヌ公。クリスティーヌの伯父、神聖ローマ皇帝カール5世にちなんで名付けられた。
- ルネ（1544年 - 1602年） - バイエルン公ヴィルヘルム5世と結婚。
- ドロテ（1545年 - 1621年） - ブラウンシュヴァイク＝カーレンベルク公エーリヒ妃。死別後、ヴァランボン侯マルクと再婚。